# Брайан Эббот
Брайан Эббот (англ. Brian Abbot, настоящее имя Джордж Рикард Белл (англ. George Rikard Bell), род. 1911, Австралия — исчез в октябре 1936, остров Лорд-Хау, Новый Южный Уэльс, Австралия) — австралийский актёр. Наиболее известен по ролям в Сироте пустыни и Таинственном острове.

## Биография
Эббот дважды убегал из дома, будучи ребёнком. Второй раз, в 15 лет, он сбежал, чтобы учиться работать на ферме, а позже у него появилась страсть к морю. Впоследствии он обратился к актёрскому мастерству, взяв сценический псевдоним Брайан Эббот.
В 1930 в Катумбе Брайан женился на Филлис Кёрли. Но спустя несколько лет он развёлся и в 1934 женился снова на Грейс Блайт.
В 1936 году он вместе с коллегой-актером Десмондом Хэем отплыли с острова Лорд-Хау на открытом баркасе, после чего оба пропали без вести.
Его внук, Филип Пауэрс, также является членом австралийской киноиндустрии, имеет заслуги в качестве композитора и продюсера более 30 австралийских художественных фильмов, в качестве продюсера саундтреков к фильмам.

## Фильмография
- Сирота Пустыни (1936) — Том Хентон
- Таинственный остров (1937) — Моррис Картью